# Firewall (film)
 For alternative betydninger, se Firewall (flertydig). (Se også artikler, som begynder med Firewall)
Firewall er en amerikansk spændingsfilm fra 2006, instrueret af Richard Loncraine. Harrison Ford og Paul Bettany spiller de vigtigste roller.

## Handling
Jack Stanfield (Harrison Ford) er ansvarlig for sikkerheden i den store bank Landrock Pacific Bank og er veteran ekspert i computersikkerhed. Da Bill Cox (Paul Bettany), en farlig kriminel, tager hans kone (Virginia Madsen), hans datter og hans søn som gidsel, indser Stanfield, at han er den eneste, der kan hacke sit eget sikkerhedssystem. Han skal redde sin familie og for at gøre det må han bruge mange strategier ...

## Medvirkende
| Skuespiller           | Rolle           |
| --------------------- | --------------- |
| Harrison Ford         | Jack Stanfield  |
| Paul Bettany          | Bill Cox        |
| Virginia Madsen       | Beth Stanfield  |
| Mary Lynn Rajskub     | Janet Stone     |
| Jimmy Bennett         | Andy Stanfield  |
| Carly Schroeder       | Sarah Stanfield |
| Robert Forster        | Harry           |
| Robert Patrick        | Gary Mitchell   |
| Nikolaj Coster Waldau | Liam            |
| Kett Turton           | Vel             |
| Vince Vieluf          | Pim             |
| Vincent Gale          | Willy           |
| Alan Arkin            | Arlin Forester  |

## Eksterne Henvisninger
- Firewall på Internet Movie Database (engelsk)
- Firewall på Filmdatabasen
- Firewall på Scope
- Firewall i Svensk Filmdatabas (svensk)
- Firewall på AlloCiné (fransk)
- Firewall på MovieMeter (nederlandsk)
- Firewall på AllMovie (engelsk)
- Firewall hos American Film Institute (engelsk)
- Firewall på Turner Classic Movies (engelsk)
- Firewall på The Movie Database (engelsk)